# Марчел Кораш
Марчел Кораш (рум. Marcel Coraș; Арад, 14. мај 1959) бивши је румунски фудбалер.

## Каријера
Рођен је у Араду. Дебитовао је 1977. године у Дивизији А са екипом УТА Арад. Његов најуспешнији период у каријери био је између 1983. и 1988. године, када је играо за Спортул Студенцеск, са којим је освојио друго место у лиги 1986. Постао је најбољи стрелац Дивизије А 1984. са 20 постигнутих голова. Повукао се 1995. године, након што је по четврти пут играо за ФК УТА Арад.
Кораш је одиграо 36 утакмица за репрезентацију Румуније и постигао је 6 голова. Представљао је Румунију на Европском првенству 1984. у Француској. На првенству је постигао један гол против Западне Немачке у групној фази.

## Успеси

### Клуб
- Најбољи стрелац Прве лиге Румуније: 1983/84.